# Solnhofen
Solnhofen er en kommune i Landkreis Weißenburg-Gunzenhausen i Mittelfranken i delstaten Bayern i Tyskland og regnes for en fossillokalitet af verdensrang. Asteroiden (3229) Solnhofen er opkaldt efter stedet.
Kommunen ligger i Altmühldalen.
Udover Solnhofen ligger landsbyerne Eßlingen og Hochholz i kommunen.

## Solnhofenkalk
Solnhofen er berømt for sin kalk, og der er talrige stenbrud, hvor man kan finde fossiler fra den omkring 150 millioner år gamle yngre juratid. Rester af en lagune indeholder rester af små dinosaurer, Compsognathus, seks slægter af flyveøgler, forskellige skildpadder og over 180 insektarter. Det kendteste og for evolutionsbiologien mest betydningsfulde fund er de ti eksemplarer af urfuglen Archaeopteryx fra Solnhofen og dens omgivelser.
Kalksten fra Solnhofen anvendtes af Alois Senefelder, da han opfandt litografien.

## Literatur
- Handbuch der historischen Stätten Deutschlands. Bayern. Stuttgart 1961, S. 700f.
- W. Maier/Schauer: Solnhofen. 10-seitiges Faltblatt o. J.
- Heimatbuch Solnhofen, Solnhofen: Gemeinde Solnhofen 1975
- August Sieghardt und Wilhelm Malter: Altmühltal von Treuchtlingen bis Kelheim mit Eichstätt, Heroldsberg 1979, S. 142-148
- Waltraut Schrickel (Red.): Solnhofen. Solabasilika und Propstei. Entstehung und Entwicklung eines kirchlichen Zentrums. Solnhofen: Gemeinde Solnhofen 1987
- Leonhard Schauer: Die Glasindustrie in Solnhofen, Solnhofen: Gemeinde Solnhofen 1987
- Leonhard Schauer: Kirchen, Friedhöfe, Grabdenkmäler und Gedenkstätten in Solnhofen, Solnhofen 1990
- Festschrift zum Sola-Jahr 1994. 1200 Jahre Solnhofen. Solnhofen: Gemeinde Solnhofen 1994
- Jutta Simone Schwaab: Wo Sola einst Wunder wirkte. In: Kirchenzeitung Bistum Eichstätt Nr. 32/33 vom 10./17. August 1997, S. 21f.
- Stahl behütet karolingische Baukunst. Warmherziger Missionar und wundertätiger Einsiedler. In: Donaukurier Ingolstadt vom 5. Dezember 1997, S. 28
- Gotthard Kießling: Landkreis Weißenburg-Gunzenhausen. (Denkmäler in Bayern, V 70/1), München 2000, ISBN 3-87490-581-0, S. 565-579
- Marie Derra: Der Solnhofener Naturstein und die Erfindung des Flachdruckes durch Alois Senefelder, Solnhofen 2002
- 100 Jahre katholische Kirche St. Sola Solnhofen 1905-2005. Festschrift, Solnhofen/Weißenburg 2005
- Walter Greiner: Auf den Spuren der Glasmacher von der Neuzeit bis in die Antike, Sonthofen: Selbstverl., 2005, 198 S.
- Die Kirche St. Sola in Solnhofen. In: Gästebrief 2007 Bistum Eichstätt, S. 4f.

## Eksterne kilder og henvisninger
- Wikimedia Commons har flere filer relateret til Solnhofen

- Der Solnhofener Plattenkalk und seine Fossilien
- Solnhofen und seine Fossilien Arkiveret 6. november 2017 hos  Wayback Machine

- Jurazentrum Solnhofen Arkiveret 21. september 2008 hos  Wayback Machine